# Speyer Hauptbahnhof
Speyer Hauptbahnhof is een spoorwegstation in de Duitse plaats Speyer. Het station werd in 1847 geopend.